# Gustav-Adolf Schlomann
Gustav-Adolf Schlomann (* 17. April 1934 in Stralsund) ist ein ehemaliger deutscher Parteifunktionär der DDR-Blockpartei NDPD. Er war Vorsitzender des NDPD-Bezirksverbandes Berlin und kurzzeitig stellvertretender Vorsitzender der NDPD.

## Leben
Schlomann besuchte die Volksschule und wurde Rechtsanwaltsgehilfe. Er trat 1949 der NDPD bei und besuchte 1952 die Landesparteischule Mecklenburg der NDPD. Anschließend wurde er Leiter der Abteilung Organisation, dann Politischer Geschäftsführer des Kreisverbandes Stralsund der NDPD. Nach dem Besuch der Hochschule für Nationale Politik in Waldsieversdorf 1953 wurde er Hauptreferent für Organisation des NDPD-Bezirksvorstandes Rostock. Von 1955 bis 1959 studierte er an der Deutschen Akademie für Staats- und Rechtswissenschaft mit dem Abschluss als Diplom-Jurist. Von 1959 bis 1963 war er stellvertretender Vorsitzender des Rates der Stadt Rostock. Von 1967 bis 1984 fungierte er als Abteilungsleiter für Parteiorgane beim Sekretariat des Hauptausschusses der NDPD in Berlin. Vom 7. Juni 1984 bis zum 29. November 1989 war er Vorsitzender des NDPD-Bezirksverbandes Berlin (Nachfolger von Friedrich Pfaffenbach).

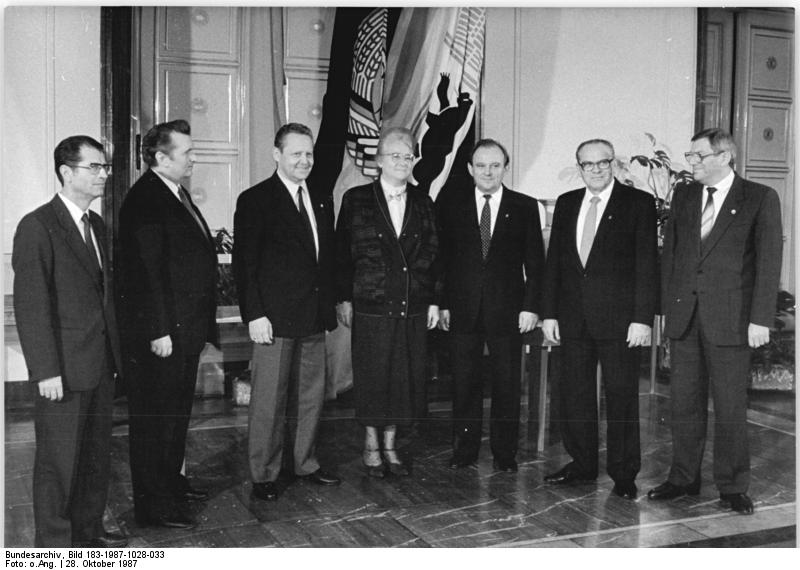
Gustav-Adolf Schlomann (rechts) mit anderen Berliner Bezirksvorsitzenden der Blockparteien bei Oberbürgermeister Erhard Krack (1987)

Schlomann war Mitglied des Hauptausschusses der NDPD und wurde am 5. Dezember 1985 zum Mitglied des Präsidiums und des Sekretariats des Hauptausschusses gewählt. Von Juni 1986 bis Dezember 1989 war er Abgeordneter der Berliner Stadtverordnetenversammlung. Er gehörte ab dem 27. Februar 1989 als Mitglied der Bezirkswahlkommission Berlin zur Vorbereitung und Durchführung der Wahlen am 7. Mai 1989 an.
Bei der Neuwahl des Parteivorsitzenden auf der 6. Tagung des NDPD-Hauptausschusses am 7. November 1989 unterlag er Günter Hartmann und wurde zu einem der drei stellvertretenden Vorsitzenden der Partei gewählt. Bald darauf wurde er durch Ralph-Rainer Günther als NDPD-Bezirksvorsitzender abgelöst und legte sein Mandat als Stadtverordneter nieder. Ab dem 7. Dezember 1989 wirkte er am Zentralen Runden Tisch in Berlin mit, der bis zum 12. März 1990, kurz vor den ersten (und letzten) freien Wahlen zur Volkskammer, arbeitete. Schlomann leitete den Wahlkampf der NDPD für den 18. März 1990. 
Schlomann war von 2003 bis 2008 als Kolumnist des VDGN-Journals tätig.

## Auszeichnungen
- Vaterländischer Verdienstorden in Bronze (1977), später in Silber
- Günter-Rehm-Medaille des VDGN in Gold (2010)

## Schriften
- (mit Günther Siegel): Wie sicher ist das Eigentum an meiner Datsche? Aktuelles Recht rund um das Freizeit- und Erholungsgrundstück in den neuen Bundesländern. 60 Fragen und Antworten. Verband Deutscher Grundstücksnutzer, Berlin 2006, ISBN 3-937080-13-9.